# Jadder Dantas
Jadder Dantas (6 dicembre 1984) è un ex giocatore di calcio a 5 brasiliano naturalizzato azero.

## Carriera
A livello di club ha giocato nei campionati brasiliano, italiano, kazako, russo e azero; ottenuta la cittadinanza del paese caucasico, nel 2011 debutta nella nazionale dell'Azerbaigian con la quale partecipa al campionato europeo del 2012.